# Viktor Tietz
Viktor Tietz (13 d'abril de 1859, Rumburg, Bohèmia, Monarquia dels Habsburg  –  8 de desembre de 1937, Karlsbad, Bohèmia, Txecoslovàquia), fou un polític, organitzador i jugador d'escacs txec d'ètnia alemanya.

## Resultats destacats en competició
Fou 7è a Breslau 1889 (6è DSB Congress, Hauptturnier A, guanyat per Emanuel Lasker), i va guanyar, per davant de Dawid Janowski i Moritz Porges el triangular de Carlsbad 1902.

## Organitzador en l'àmbit dels escacs
Va inventar el sistema de desempat que duu el seu nom (sistema Tietz). El seu nom està lligat al del club d'escacs de Karlovy Vary.
És conegut per ser l'organitzador principal de quatre famosos torneigs internacionals: els de Carlsbad 1907, Carlsbad 1911, Carlsbad 1923, i Carlsbad 1929,